# Два пістолета Гасі
«Два пістолета Гасі» (англ. Two-Gun Gussie) — американський короткометражний комедійний вестерн режисера Альфреда Дж. Гулдінга 1918 року.

## Сюжет
Шерифу підмінили поліцейську пересторогу, і тепер піаніста в барі всі приймають за «крутого» хлопця. Він і сам починає в це вірити.

## У ролях
- Гарольд Ллойд — Два пістолета Гасі
- Снуб Поллард — Снуб
- Бібі Данієлс — дівчина
- Вільям Блейсделл — Кинджал Ден
- Чарльз Стівенсон — Кашлюк Чарлі, шериф
- Семмі Брукс
- Біллі Фей
- Вільям Гіллеспі
- Гелен Гілмор
- Лью Гарві